# Fonopost

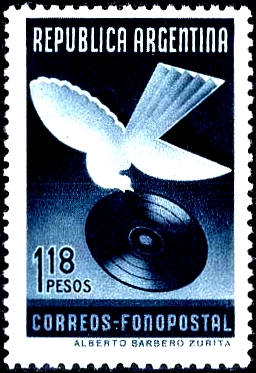
Аргентинская почтовая марка Fonopost (1939)

Fonopost (Phonopost — фонопочта) — экспериментальная почтовая служба в Аргентине, которая существовала в XX веке и была предназначена для записи голоса человека на патефонную пластинку или на электромагнитную ленту и доставки полученной записи почтой.

## История и описание
Этот вид услуги был продемонстрирован на XI Всемирном почтовом конгрессе в Буэнос-Айресе в 1939 году. Позднее почтовое ведомство Аргентины выпустило три почтовых марки для оплаты пересылки аудиозаписей.
Для производства записи голоса применялись специальные передвижные студии грамзаписи, использовавшие ацетатные грампластинки диаметром 8 дюймов со скоростью записи 78 оборотов в минуту.
Будучи видом почтовой связи, одобренным Всемирным почтовым союзом (ВПС), услуга «Fonopost» не ограничивалась пересылкой только внутри Аргентины.
Одобренный статус «Fonopost» был отменён на токийском конгрессе ВПС 1969 года.